# Кристиан Людвиг Вальдекский
Граф Кристиан Людвиг Вальдекский (нем. Christian Ludwig von Waldeck; 29 июля 1635, Вальдек, Вальдек-Франкенберг — 12 декабря 1706, Ландау, Вальдек-Франкенберг) — правитель германского государства Вальдек, австрийский фельдмаршал (1689). Он является предком всех ныне живущих представителей дома Вальдек. 

## Биография
Родился в 1635 году в Вальдеке и был старшим сыном правителя —  Филиппа VII Вальдек-Вильдунгенского (1613–1645) и его жены Анны Катарины Сайн-Витгенштейн (1610–1690). 
В возрасте примерно 10 лет (в 1645 году) потерял отца. Когда в 1672 году разразилась Голландская война, Кристиан Людвиг сформировал конный полк и поступил с ним на службу к бранденбургскому курфюрсту Фридриху Вильгельму I Гогенцоллерну, после чего в звании полковника и в должности полкового командира сражался против французов и их союзников в рядах бранденбургской армии. 
Позднее он поступил на имперскую (австрийскую) службу, где был последовательно повышен до генерал-майора (1677), генерал-лейтенанта (фельдмаршал-лейтенанта; 1682), полного генерала (фельдцейхмейстера; 1684) и, наконец, фельдмаршала (1689). 
В качестве правителя Кристиан Людвиг значительно преумножил свои владения, которые теперь включали в себя города Бад-Пирмонт, Бад-Арользен, Корбах, Бад-Вильдунген и ряд других, с прилегающими сельскими территориями. Однако, правление Кристиана Людвига было омрачено сложными отношениями с многочисленной роднёй, под влиянием которой он то утверждал примогенитуру (порядок наследования, при котором только старший из наследников получает все земли), то вновь от неё отказывался.
12 июня 1685 года он заключил договор о наследстве со своим двоюродным братом, принцем Георгом Фридрихом Вальдек-Айзенбергским, все четыре сына которого умерли. Однако два года спустя, 5 июля 1687 года, он передумал и решил, что первородство должно распространяться на всю семью Вальдек и что должна существовать только одна правящая линия. Принц Георг Фридрих согласился, как и парламент земли графства Вальдек, заседавший в Корбахе. На основании этого Кристиан Людвиг унаследовал графство Вальдек-Айзенберг и графство Пирмонт, в 1692 году. 
30 сентября 1695 года он изменил закон о доме первородства, установив парагиум для второго выжившего сына, Генриха Георга, состоящий из трех деревень: Бергхайм, Кенигсхаген и Веллен. Это постановление было утверждено и императором Леопольдом I 22 августа 1697 года. После бездетной смерти Генриха Георга парагиум перешел к младшему сыну Кристиана Людвига, Йозиасу.
Унаследовав Вальдек-Айзенберг, Кристиан Людвиг перенёс свою резиденцию в Арользен в 1695 году. Бывший монастырь Арольдессен, который был преобразован в жилой дворец в 16 веке и в котором ранее проживал его двоюродный брат Георг Фридрих.
Кристиан Людвиг не был популярным правителем. В своём государстве он, в частности, развернул охоту на ведьм (вторую масштабную охоту на ведьм в истории Вальдека). Кроме того, он неоднократно менял свою столицу: так жители Корбаха, прежде — ганзейского города, были близки к открытому восстанию, так что правитель был вынужден «съехать» от них. В итоге он обосновался в Бад-Арользене, реквизировав здание бывшего монастыря, которое уже его наследники перестроили в изысканную резиденцию в стиле барокко.
Скончался в городке Ландау в своих владениях (ныне — район Бад-Арользена) в 1706 году. Его основным наследником стал сын — Фридрих Антон Вальдек-Пирмонтский.

## Браки и дети
Кристиан Людвиг женился на Анне Елизавете фон Раппольтштейн (1644—1676), 2 июля 1658 года. В браке родилось 15 детей:
- Шарлотта Елизавета (8 октября 1659 — 22 марта 1660)
- Доротея Елизавета (6 июля 1661 — 23 июля 1702), изначально, настоятельница аббатства Шаакен. Затем вышла замуж за Рудольфа Липпе-Бракского. В браке родилась одна дочь.
- Георг Фридрих (21 июня 1663 — 28 апреля 1686), женат не был. Детей не имел.
- Генрих Вольрад (2 апреля 1665 — 8 сентября 1688), женат не был. Детей не имел.
- Шарлотта София (18 января 1667 — 6 сентября 1723), изначально, настоятельница аббатства Шаакен. Затем вышла замуж за врача Иоганна Юнкера. Детей у них не было.
- Александрина Генриетта (17 июля 1668 — 10 сентября 1668)
- Кристина Магдалена (30 июня 1669 — 18 марта 1699), настоятельница аббатства Шаакен.
- Элеонора Катарина (5 августа 1670 — 12 сентября 1717), замужем не была. Детей не имела.
- Эберхардина Луиза (9 августа 1671 — 19 сентября 1725), замужем не была. Детей не имела.
- Фридрих Людвиг (18 июля 1672 — 30 марта 1694), женат не был. Детей не имел.
- Филипп Эрнст (26 августа 1673 — 27 июня 1695), женат не был. Детей не имел.
- Карл (род. и ум. в 1674)
- Вильгельм Август (5 сентября 1675 — 20 августа 1676)
- Фридрих Антон (27 ноября 1676 — 1 января 1728), следующий граф, а позже князь Вальдек-Пирмонта.
- Мария Генриетта (27 ноября 1676 — 8 июля 1678), сестра-близнец Фридриха Антона.

Через девять дней после последних родов, Анне фон Раппольтштейн умерла. Кристиан Людвиг женился во второй раз, 6 июня 1680 года, на Йоханнете Нассау-Идштейнской (1657—1733). У супругов родилось 11 детей:
- Эрнст Август (11 октября 1681 — 15 ноября 1703), женат не был. Детей не имел. Погиб в сражении на Шпейербахе.
- Генрих Георг (24 мая 1683 — 3 августа 1736), 8 декабря 1712 года женился на Ульрике Элеоноре цу Доне-Карвинден (1689—1760). Детей у них не было.
- Кристина Элеонора (11 апреля 1685 — 8 февраля 1737), настоятельница аббатства Шаакен.
- София Вильгельмина (6 июня 1686 — 23 августа 1749), настоятельница аббатства Шаакен.
- Карл Кристиан (25 декабря 1687 — 15 сентября 1734), женат не был. Детей не имел. Погиб в сражении у Куистелло.
- Йозиас (29 августа 1689 — 7 ноября 1693)
- Иоганн Вольрад (20 мая 1691 — 22 июля 1691)
- Генриетта Альбертина (26 января 1695 — 7 декабря 1699)
- Йозиас (20 августа 1696 — 2 февраля 1763), основатель ветви Вальдек-Бергхайм. В 1725 году женился на Доротее Софии Сольмс-Рёдельхайм и Ассенхаймской (1698—1774). У них родилось 9 детей.
- Шарлотта Флорентина (10 октября 1697 — 6 мая 1777), настоятельница аббатства Шаакен.
- Фридрих Вильгельм (24 мая 1699 — 9 января 1718), женат не был. Детей не имел.